# Christian Smithers
Christian Smithers (* 3. August 1992) ist ein mexikanischer Eishockeyspieler, der seit 2017 für die Teotihuacan Priests in der Liga Mexicana Élite spielt.

## Karriere
Christian Smithers begann seine Karriere bei San Jeronimo. Als 2010 die semi-professionelle Liga Mexicana Élite gegründet wurde, wechselte er zu den Mayan Astronomers, einem der vier Gründungsclubs der Liga. Nachdem er die Spielzeit 2012/13 beim Ligakonkurrenten Pachuca Hawks verbracht hatte, kehrte er 2015 zu San Jeronimo zurück. Seit 2017 spielt er für die Teotihuacan Priests wieder in der Liga Mexicana Élite.

### International
Smithers spielte für Mexiko im Juniorenbereich bei den U18-Weltmeisterschaften 2008 und 2010 in der Division III und 2009 in der Division II sowie bei den U20-Titelkämpfen 2009, 2010 und 2012 in der Division II und 2011 in der Division III.
Mit der Herren-Nationalmannschaft seines Landes nahm Smithers erstmals an den Weltmeisterschaften der Division II 2011 teil. Auch 2013, 2014, 2015, 2016, 2018 und 2019 spielte er mit den Mittelamerikanern in der Division II. Zudem stand er bei den pan-amerikanischen Eishockeyturnieren 2014, 2015 und 2016, wobei er mit seinem jeweils den zweiten Rang belegte, und bei der Olympiaqualifikation für die Winterspiele in Pyeongchang 2018 auf dem Eis.

## Erfolge und Auszeichnungen
- 2009 Aufstieg in die Division II bei der U18-Weltmeisterschaft der Division III, Gruppe A
- 2011 Aufstieg in die Division II bei der U20-Weltmeisterschaft der Division III
- 2014 Zweiter Platz beim pan-amerikanischen Eishockeyturnier
- 2015 Zweiter Platz beim pan-amerikanischen Eishockeyturnier
- 2016 Zweiter Platz beim pan-amerikanischen Eishockeyturnier